# Georg Friedrich Treitschke
Georg Friedrich Treitschke est un entomologiste et musicien allemand, né à Leipzig le 29 août 1776 et mort à Vienne le 4 juin 1842. Il termine le traité sur les papillons d'Europe Die Schmetterlinge von Europa commencé par Ferdinand Ochsenheimer (1767-1822).
Il est aussi connu pour être directeur du théâtre de Vienne. Poète, on lui doit de nombreux livrets d'opéra. Traducteur, il a adapté en allemand des opéras français. Ami de Ludwig van Beethoven, il révise en 1814 le livret de son opéra Fidelio. Il écrit également des livrets pour Paul Wranitzky et Adalbert Gyrowetz.

## Travaux Entomologiques
- avec Ferdinand Ochsenheimer (1825): Die Schmetterlinge von Europa, Band 5/1. – Leipzig (Fleischer). XVI + 414 S.
- Treitschke, F. (1825): Die Schmetterlinge von Europa, Band 5/2. – Leipzig (Fleischer). 447 + [1] S.
- Treitschke, F. (1826): Die Schmetterlinge von Europa, Band 5/3. – Leipzig (Fleischer). IV + 419 + [1] S.
- Treitschke, F. (1827): Die Schmetterlinge von Europa, Band 6/1. – Leipzig (Fleischer). VIII + 444 S.
- Treitschke, F. (1828): Die Schmetterlinge von Europa, Band 6/2. – Leipzig (Fleischer). 319 S.
- Treitschke, F. (1829): Die Schmetterlinge von Europa, Band 7. – Leipzig (Fleischer). VI + 252 S.
- Treitschke, F. (1830): Die Schmetterlinge von Europa, Band 8. – Leipzig (Fleischer). VIII + 312 S.
- Treitschke, F. (1832): Die Schmetterlinge von Europa, Band 9/1. – Leipzig (Fleischer). VIII + 272 S.
- Treitschke, F. (1833): Die Schmetterlinge von Europa, Band 9/2. – Leipzig (Fleischer). 284 S.
- Treitschke, F. (1834): Die Schmetterlinge von Europa, Band 10/1. – Leipzig (Fleischer). X + 286 S.
- Treitschke, F. (1835): Die Schmetterlinge von Europa, Band 10/2. – Leipzig (Fleischer). [2] + 340 S.
- Treitschke, F. (1835): Die Schmetterlinge von Europa, Band 10/3. – Leipzig (Fleischer). [4] + 302 S.
- Treitschke, F. (Hrsg.) (1840-1843): Naturhistorischer Bildersaal des Thierreiches. Nach William Jardine. Vorwort von K. Vogel. 4 Bände. – Pesth und Leipzig (Hartleben). Ca. 770 S., 180 Taf. (360 Abb.).
- Treitschke, F. (1841): Naturgeschichte der europäischen Schmetterlinge. Schwärmer und Spinner. – Pesth (Hartleben). [9] + XIV + [2] + 222 S., Frontispiz, 30 Taf.

Dans cet ouvrage, il présente la description de plus de 1 500 holotypes parmi les papillons de nuit dont l'acidalie embrouillée (Scopula submutata (en)), la nébuleuse grise (Nebula nebulata (nl)), la cucullie du souci (Cucullia calendulae (en)), la leucanie sicilienne (Mythimna sicula (en)), la gnophos rapiécée (Gnophos sartata (nl)) et la cicatrice (Nola cicatricalis (nl)).

## Hommages
Euploea treitschkei (Boisduval, 1832) est un nymphalidé présent en Nouvelle-Guinée et aux îles Salomon baptisé en l'honneur de cet entomologiste.